# Daniel Guerrero (actor)
Daniel Guerrero (Buenos Aires, 7 de agosto de 1945-15 de enero de 2022) fue un actor, locutor de radio y conductor de espectáculos argentino. Fue más conocido como actor de telenovelas que trabajó en muchos países de América Latina.

## Primeros años de vida
Nació en Castelar, provincia de Buenos Aires.
A los 23 años, en 1968, ingresó al Instituto Superior de Enseñanza Radiofónica (ISER), una escuela para futuros locutores de radio en Argentina.
Como locutor de radio, trabajó en varias radios argentinas, entre ellas El Mundo, Splendid, Belgrano, Rivadavia y FM Palermo.

## Carrera

### Actuación
Se convirtió en un actor reconocido en Argentina e internacionalmente durante la década de 1980. Viajó a Puerto Rico y a Estados Unidos durante 1982 para grabar una telenovela puertorriqueña llamada Yo sé que mentía, la cual le dio popularidad en el pequeño país caribeño. En Yo sé que mentía, interpretó al esposo del personaje de la actriz puertorriqueña Iris Chacón, así como al padre del personaje de una joven Adamari López.
En 1983, protagonizó Cara a cara, con la actriz mexicana Verónica Castro. También protagonizó la telenovela argentina Rossie y la venezolana Tu mundo y el mío.
Fue un actor prolífico; aparte de esas telenovelas, también actuó en la telenovela juvenil Por siempre amigos, con la boy band puertorriqueña Menudo, (que en ese momento tenía a Ricky Martin como miembro); en Alta comedia; Pablo en nuestra piel; El teatro de Darío Vittori; Quiero gritar tu nombre; Esta puede ser tu historia; El gran amante; y Matrimonios y algo más.
También tuvo una larga carrera como actor teatral, que incluyó las obras Aplausos, El andador, Mateo, Es más lindo con amor, Una zulma y dos adanes, Unas piernas con historia, Cena de matrimonios, Estrellas de mar, Cuando Adán perdió la hoja, Una noche a la italiana, Novio por diez días, Usted no es Greta Garbo y Mi viudo tiene un marido.
Su carrera cinematográfica estuvo compuesta por cinco producciones cinematográficas argentinas: El bromista, Brigada explosiva contra los ninjas, La flor de la mafia, Un elefante color ilusión y Micaela, una película mágica.

### Presentación
También presentó varios programas de televisión en Argentina. Entre ellos se encontraban Buenas tardes, mucho gusto, Sábados Continuados, Sábados musicales, Matinee, Nuevediario, Hollywood en castellano y Teleonce Informa.

## Vida personal y muerte
Estuvo casado con la vedette, cantante y actriz argentina Zulma Faiad; la pareja se casó en México y tuvo dos hijas: Daniela y Eleonora Guerrero.
Estuvo hospitalizado en cuidados intensivos debido a una embolia pulmonar durante enero de 2022, que se complicó aún más por la enfermedad pulmonar obstructiva crónica que padecía. Tras permanecer unos días en el hospital, falleció el 15 de enero de ese año.
Al enterarse de su muerte , su coprotagonista de Yo sé que mentía, Iris Chacón, declaró que «su partida me causa una profunda tristeza porque fue un excelente compañero de trabajo. Me ayudó mucho como actor, porque cuando se estaba grabando la telenovela, yo estaba haciendo mi programa de televisión y viajando mucho».